# Петтинео
Петтинео (итал. Pettineo) — коммуна в Италии, располагается в регионе Сицилия, в провинции Мессина.
Население составляет 1544 человека (2008 г.), плотность населения составляет 51 чел./км². Занимает площадь 30 км². Почтовый индекс — 98070. Телефонный код — 0921.
Покровительницей коммуны почитается святая Олива, празднование 5 мая.

## Демография
Динамика населения:

## Администрация коммуны
- Официальный сайт: http://www.comune.pettineo.me.it Архивная копия от 27 марта 2022 на Wayback Machine